# Thomas Raun
Thomas Raun, född 29 juni 1984, är en dansk före detta fotbollsspelare. Han spelade under sin karriär för bland annat Brønshøj BK, Landskrona BoIS, Silkeborg IF och Viborg FF. Raun beskrivs som en "hårt arbetande lirare".
Raun startade på Silkeborg Sports College 2002, och redan året efter blev han professionell hos Silkeborg IF. Innan han kom till Silkeborg IF hade han spelat i bandomsklubben Vordingborg IF, därnäst kom han till Nykøbing Falster Alliancen där han hade en bra form innan Silkeborg kontaktade honom.
Efter 6 år i Silkeborg bytte han klubb till grannarna Viborg IF. År 2010 fram till sommaren 2012 spelade han i Landskrona BoIS i Sverige innan han återvände till Danmark och Brønshøj BK i Köpenhamn, där han ersatte Lasse Forsgaard som blev såld till Lyngby BK.
Raun är son till Poul-Erik Raun, tidigare storspelare för Vordingborg IF, som är kompis med Danmarks förbundskapten Morten Olsen.